# Dolmen von Brattås
Der Dolmen von Brattås (schwedisch Dösen i Brattås) stammt aus der Jungsteinzeit etwa 3500–2800 v. Chr. und ist eine Megalithanlage der Trichterbecherkultur (TBK). Sie liegt südwestlich von Brattås im Kirchspiel Röra, südwestlich von Henån auf der schwedischen Insel Orust in Bohuslän.
Der von vier aufrecht stehenden Steinen umgebene Polygonaldolmen mit den einwärts geneigten Tragsteinen liegt in einem Hügelrest und hat keinen Deckstein (schwedisch takhällen). Bei einer Untersuchung im Jahr 1915 fand man die Reste von Tongefäßen und einen Feuersteindolch. 
Etwa 100 m entfernt liegt das Ganggrab von Brattås.